# Mettingham Castle
Mettingham Castle är ett slott i Storbritannien.   Det ligger i grevskapet Suffolk och riksdelen England, i den sydöstra delen av landet, 150 km nordost om huvudstaden London. Mettingham Castle ligger 38 meter över havet.
Terrängen runt Mettingham Castle är platt. Runt Mettingham Castle är det tätbefolkat, med 297 invånare per kvadratkilometer. Närmaste större samhälle är Lowestoft, 19,3 km öster om Mettingham Castle. Trakten runt Mettingham Castle består till största delen av jordbruksmark.